# Quezon City
Quezon City este un oraș în Filipine, la nord-est de Manila. A fost capitală a Republicii Filipine între 1948 și 1986. Orașul este, de asemenea cel mai mare oraș din țară.

## Personalități născute aici
- Alexandra Eala (n. 2005), tenismenă.